# TIM (お笑いコンビ)
TIM（ティーアイエム）は、ワタナベエンターテインメント所属のお笑いコンビ。

## メンバー
レッド 吉田（レッド よしだ、本名：吉田 永憲（よしだ ながのり）、1965年10月30日 - ）
- 京都府出身。東山高等学校、佛教大学文学部卒。立ち位置は向かって左。
- 既婚で子供が5人いる。
- レッド語と呼ばれる独特のギャグを持っている。

ゴルゴ 松本（ゴルゴ まつもと、本名：松本 政彦（まつもと まさひこ）、1967年4月17日 - ）
- 埼玉県出身。埼玉県立熊谷商業高等学校卒。立ち位置は向かって右。
- 既婚。モヒカンヘアがトレードマークで、かつてはチョビヒゲにしていた。
- 後述の人文字芸のほか、一発ギャグやアドリブに長けている。
- 法務省矯正局矯正支援官[2]の委嘱を受けている。

## 略歴
- レッドは大学卒業・就職後に、ゴルゴは高校卒業後にそれぞれ役者を目指して上京。たまたまアパートで隣同士になったのをきっかけに意気投合し、1994年にコンビ結成[1]。
  - 後から引っ越してきたレッドがゴルゴの部屋に挨拶に行ったのが初対面。その際、レッドがノックすると中から「空いてるよ!」という声がし、中に入ってみると上半身裸のゴルゴが鉄アレイでトレーニングしていた。
  - 2人とも高校野球の経験者で、レッドは3年夏の甲子園、ゴルゴは3年春の選抜にてベンチ入りした経験を持つ。すぐに意気投合した2人は、連れだって行動することが多く、ベッドも同じものを購入した。
- コンビ名の由来は「タイム・イズ・マネー」（Time is money）[1]から。芸人デビューがレッド29歳・ゴルゴ27歳と遅かったため、「時間を大切にしたい」という思いが込められている[1]。当初のコンビ名の表記は「T・I・M」だったが、後に「・」を外した現在の表記になる。
- 1997年、後述の人文字ギャグでブレイク[1]。『ボキャブラ天国』ブームに乗り、2000年代前半にかけ、多数のバラエティ番組に出演。主にとんねるず、ウッチャンナンチャン、ネプチューンがメインキャストを務める番組に多く出演し、自身がMCの番組も持っていた（下記参照）。当初は豪快なキャラクターで一発ギャグが得意なゴルゴにスポットが当たったが、レッドも『内村プロデュース』を機に独特のフレーズを持つギャガーとして定着した。
- 2010年代からは、ゴルゴは少年院の慰問ボランティア活動、およびそこで行う「命の授業」が知られるようになり、レッドは5児の父として、育児や家庭に関する仕事や情報番組コメンテーターの活動が増えた。現在もテレビで単発出演でギャグやコントを披露することもあり、2022年には『有吉の壁』に出演[3]、2024年の『内村プロデュース』復活SPでもコンビで出演[4]している。

## 芸風
コントとギャグが中心。自己紹介ギャグの「俺たちTIM!!」と、2人が身体を使って漢字などを表現する人文字のネタでブレイクした。人文字ネタは両腕をひとやね、両足を「叩」に見立てた『命』や、2人で表現する「火（メラメラ…）→『炎』」「ﾈ（しめすへん）に兄で『祝』」『シャネル』が代表的。また2人それぞれが個人の一発ギャグを多く持ち（レッド吉田#芸風、ゴルゴ松本#芸風を参照）、舞台でコントを披露する際は互いの一発ギャグをネタに用いるなどしている。なお、コントと一発ギャグで人気が出たため、漫才は基本的に行っていない。

## エピソード
- 先輩にあたる、ネプチューンやキャイ〜ンや雨上がり決死隊やくりぃむしちゅーなどにはタメ口で接している。本来は、許されることではないが、彼らとおぎやはぎは特別であると土田晃之は言っている。しかし、さまぁ〜ずには共に同い年であるのに何故か敬語で接している。
- ウッチャンナンチャン・さまぁ〜ず・よゐこ・出川哲朗・キャイ〜ン・ネプチューンらと共にウンナンファミリーと呼ばれている。ウンナンファミリーとは共演が比較的多く、特にさまぁ〜ずの2人と仲が良い。
- 非常にファン層が広く、トークライブ等、TIM関連のイベントには子供から高齢者まで参加している。
- 競馬を共通の趣味としており、競馬番組出演だけでなく、（中央競馬の開催のある）土日は家族が留守にしている方の家で競馬観戦するのが常になっていた。フリーク度も高く、レッドはもとより（前述）、ゴルゴも『内村プロデュース』DVDの特典映像内での持ち物チェックの時に鞄の中から馬券購入用マークシートが大量に出てきたほどである。他にもグリーンチャンネルの番組に出演したりしていたが、2011年1月よりついに『BSイレブン競馬中継』の司会に起用されることになった。

## 出演
TIMとしての出演を記載。個人での出演はレッド吉田、ゴルゴ松本を参照。

### テレビ番組

#### 現在の出演番組
- うまのこTIM2018（グリーンチャンネル、2018年10月1日 - ）

#### ゲスト出演番組
- KEIBA BEAT（テレビ西日本、小倉競馬場開催時にゲスト出演）

#### 過去の出演番組
レギュラー番組
- UN FACTORY カボスケ（フジテレビ、1995年4月 - 9月）
- 突撃!お笑い風林火山（フジテレビ、1997年5月 - 9月）
- ボキャブラ天国（フジテレビ、1997年11月18日 - 1998年9月18日） - キャッチコピーは「爆裂ボディ･ソニック」
- 空飛ぶ!ネプTビビ（フジテレビ、1998年10月13日 - 1999年3月30日）
- ヒメゴト（テレビ朝日、1999年10月 - 2001年3月）
- 力の限りゴーゴゴー!!（フジテレビ、2000年4月12日 - 2002年9月11日）
- S-FIELD THEサバイバル（関西テレビ、2000年5月 - 9月） - MC
- 内村プロデュース（テレビ朝日、2001年1月27日 - 2005年9月26日） - 準レギュラー
- ちゃんネプ（テレビ朝日、2001年4月2日 - 2002年3月25日）
- Mr.マリック☆魔法の時間（テレビ東京、2001年10月4日 - 2002年6月27日）
- 王様のお夜食（TBSテレビ、2001年10月12日 - 2004年10月1日） - MC（月1回放送）
- 東京I指令（テレビ朝日、2002年10月7日 - 2003年3月17日） - MC
- エンタの神様（日本テレビ、2003年4月 - 2004年5月） - 「パロディスト」名義
- 天才てれびくんMAX（NHK教育、2003年4月 - 2007年3月） - 6代目MC
- 遊ワク☆遊ビバ!（日本テレビ、2003年4月6日 - 2004年3月28日）
- TIM神様の宿題（中国放送、2003年7月10日 - 2009年3月19日） - MC
- あしたのG（フジテレビ、2003年9月 - 2004年12月）
- F2-X → F2スマイル（フジテレビ、2004年4月1日 - 2005年9月30日）
- ポケモン☆サンデー → ポケモンスマッシュ!（テレビ東京、2004年10月3日 - 2013年9月29日） - MC
- 音ぱつ（テレビ東京、2005年10月 - 12月） - MC
- Odds On TV! ダートチャンネル「馬の子TIM」（グリーンチャンネル、2006年7月 - 全13回 第2シリーズ 2007年4月2日 - 2007年6月25日 第3シリーズ 2008年1月 - 2008年3月 第4シリーズ 2009年7月 - 2009年9月）
- メルヘンプロダクション（三重テレビ・奈良テレビ、2008年4月 - 2009年1月） - MC
- 新感覚ゲーム クエスタ（NHK総合、2010年4月1日 - 2011年4月14日）
- BSイレブン競馬中継（BS11、2011年1月 - 2016年12月25日）
- うまナビ!イレブン（BS11、2011年1月 - 2016年12月25日）
- うまのこTIM（グリーンチャンネル、2017年4月 - 2017年6月）

スペシャル番組
- ザ・メモリーハンター!（TBSテレビ、2004年・2005年） - MC
- 夢対決!とんねるずのスポーツ王は俺だ!スペシャル（テレビ朝日、2004年1月 - 2013年1月） - 「リアル野球BAN」レギュラー[5]
- 『全日本我が家のお風呂大賞』（フジテレビ、2019年3月27日）リポーター

クイズ番組
ネプリーグ (フジテレビ)

### ラジオ
- 炎のTIM学院〜ゴルゴ先生 レッド先生（ABCラジオ）

### 映画
- ピーナッツ（2006年）
- トリック劇場版 ラストステージ（2014年）

### インターネット配信
- TIMのゲーム命!!（インターネット番組、2006年12月 - 配信終了）

### オリジナルビデオ
- 天外魔境 電々の伝 電脳電撃カブキ伝（ハドソン） - ゲームの販促用。TIM結成前の2人が役者として出演

### テレビアニメ
- こちら葛飾区亀有公園前派出所 ヨーロッパ横断！麗子救出大作戦（フジテレビ） - 本人役

### 劇場アニメ
- クレヨンしんちゃん 嵐を呼ぶ!夕陽のカスカベボーイズ （2004年） - NO PLANメンバーとして出演
- 劇場版ポケットモンスター ダイヤモンド&パール ギラティナと氷空の花束 シェイミ（2008年）

### パチンコ・パチスロ
- CRあっ命（平和、2004年）
- TIMという名のパチスロ機（平和、2007年）